# Santo António de Nordestinho
Santo António de Nordestinho é uma freguesia portuguesa do município de Nordeste, na ilha de São Miguel, Região Autónoma dos Açores, com 7,94 km² de área e 260 habitantes (censo de 2021). A sua densidade populacional é 32,7 hab./km².
A freguesia foi criada oficialmente pelo Decreto Legislativo Regional n.º 29/2002/A, de 16 de julho de 2002, em conjunto com as vizinhas Algarvia e São Pedro de Nordestinho, por divisão da antiga freguesia do Nordestinho.

## Descrição
O seu nome deve-se ao facto de o seu padroeiro ser Santo António de Lisboa, ao qual é prestado tributo no dia 13 de junho de cada ano, época de festividades.
Área fortemente agrícola, dedicada em grande parte, à criação de gado para produção de leite.
A produção de batata é também uma das fortes atividades desenvolvidas, fundamentalmente no verão.

## Demografia
A população registada nos censos foi:
| Distribuição da População por Grupos Etários | Distribuição da População por Grupos Etários | Distribuição da População por Grupos Etários | Distribuição da População por Grupos Etários | Distribuição da População por Grupos Etários |
| -------------------------------------------- | -------------------------------------------- | -------------------------------------------- | -------------------------------------------- | -------------------------------------------- |
| Ano                                          | 0-14 Anos                                    | 15-24 Anos                                   | 25-64 Anos                                   | > 65 Anos                                    |
| 2011                                         | 38                                           | 37                                           | 136                                          | 44                                           |
| 2021                                         | 36                                           | 24                                           | 150                                          | 50                                           |